# Мазсалаца
Мазсалаца (произношение) (на латвийски: Mazsalaca) е град в северна Латвия, намиращ се в историческата област Видземе и в административен район Валмиера. Руеина се намира на 140 km от столицата Рига и на около 20 km от държавната граница с Естония.

## История
През повечето време от историята си Мазсалаца е познат с немското си наименование Залисбург, дадено му още, когато населеното място възниква през 1528. В тази година Великият майстор на Ливонския орден отдава територията на сегашния град Мазсалаца и околностите му на крупния феодал Винценс фон Щене. Интересен е фактът, че въпреки че градчето е кръстено Залисбург в действителност не се дължи на наличието на някакъв вече съществуващ или по това време строен замък, а по-скоро на вече построените защитни валове около него. В онези времена такива валове се строяли почти само при наличието на крепост или някакво подобно военно укрепление. Години по-късно е построен и самият замък, който след поредицата от войни опостушили по-голямата част от сегашна Латвия е разрушен.
Едва през 1861 Мазсалаца започва да се развива с бързи темпове като през 1864 е един от най-гъсто населените в района. Въпреки динамичният живот Мазсалаца получава статут на град едва през 1928 по време на латвийската независимост в периода 1920-1940.
До 1919 Мазсалаца е част от историческата област Ливония, а след 1940 става част от Латвийската ССР.